# Тантардини, Антонио

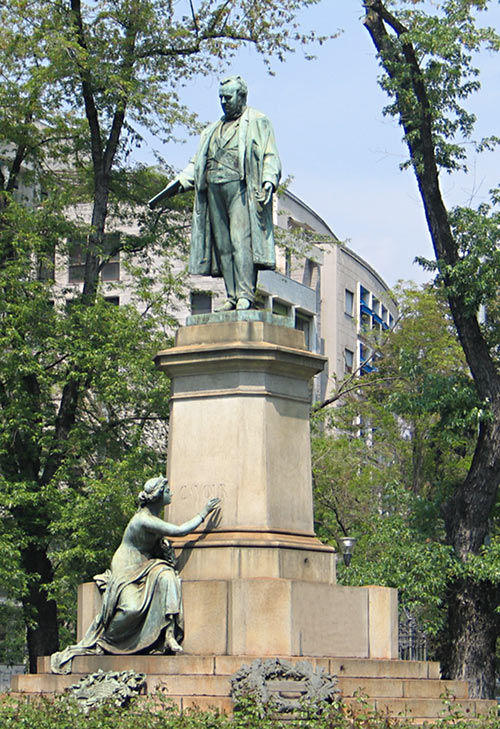
Памятник Кавуру в Милане (История пишет имя Кавура на пьедестале)

Антонио Тантардини (итал. Antonio Tantardini; 1829, Милан, — 1879, там же) — итальянский скульптор.
Известен, главным образом, аллегорическими женскими фигурами, часто обнажёнными. Его «Рабыня» (итал. Schiava) пользовалась успехом на Парижской Всемирной выставке 1867 года. «История» Тантардини составляет единый ансамбль с миланским памятником графу Кавуру работы Одоардо Табакки. Должны быть отмечены также памятник Алессандро Вольта перед университетом в Пизе и статуя Моисея перед зданием миланского архиепископства.